# Malta-Konvois

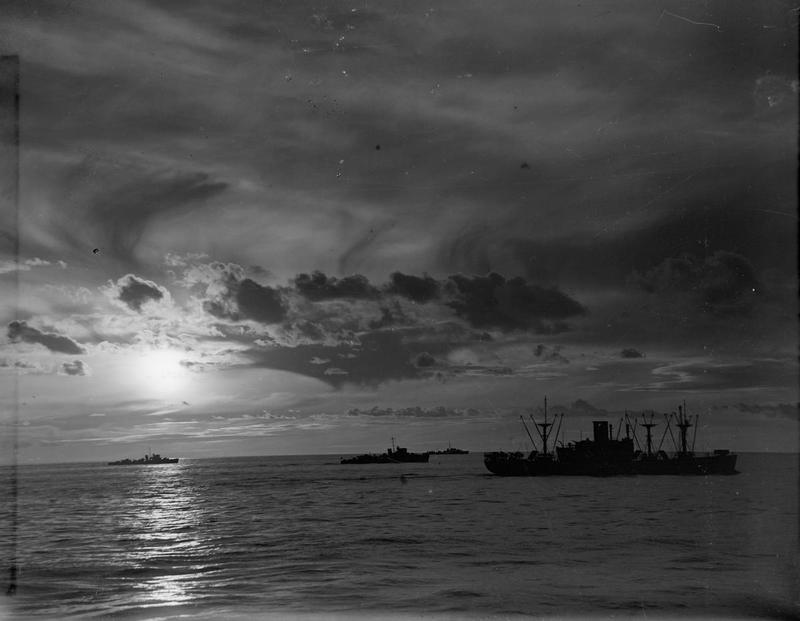
Ein Frachter und mehrere Kriegsschiffe während der Operation Portcullis im Dezember 1942

Die Malta-Konvois waren alliierte Schiffskonvois mit Nachschub und Versorgungsgütern für die Inselbevölkerung und die Verteidigungstruppen auf der Inselgruppe Malta im Mittelmeer während des Zweiten Weltkriegs. Die britische Kolonie Malta war eine isoliert liegende und zugleich schwer angreifbare Basis, von der aus alliierte See- und Luftstreitkräfte den Nachschub der Achsenmächte im Mittelmeer, hauptsächlich für die Italienische Kolonie Libyen und den Afrikafeldzug, empfindlich stören konnten. Es wurde daher zum Ziel einer lang andauernden „Belagerung“, der sogenannten „zweiten großen Belagerung Maltas“ von 1940 bis Ende 1942. Die strategische Bedeutung der Inseln war so hoch, dass das britische Mutterland große Mengen an Ressourcen, Schiffen und Mannschaften aufwendete, um diese vorgeschobene Basis zu erhalten, während die Achsenmächte ihrerseits bedeutende Anstrengungen unternahmen, sie zu neutralisieren.
Die Zivilbevölkerung und die Inselgarnison benötigten unter Kriegsbedingungen einen ständigen Nachschub an Lebensmitteln, medizinischen Versorgungsgütern, Treibstoff, Ausrüstung, Munition, Ersatzmannschaften und ähnlichem, die sie aus dem Mutterland und anderen Teilen des Empire erhielten. Neben den Malta-Konvois fand die Versorgung der Inseln aus der Luft, durch einzeln fahrende Handelsschiffe sowie durch Überwasserkriegsschiffe und U-Boote statt. Die im Ersten Weltkrieg erfolgreiche und effektive Geleitzugtaktik bot zwar auf den Ozeanen Schutz, unter den beengten Bedingungen des Mittelmeers war sie jedoch höchst riskant und gefährlich. Zum Schutz der Konvois wurden Schiffe der Mediterranean Fleet und der Force H sowie Flugzeuge des Fleet Air Arm und der Royal Air Force eingesetzt. Ihre Gegner waren bis 1941 hauptsächlich die italienische Regia Aeronautica und Regia Marina, danach vorwiegend die deutsche Luftwaffe und Kriegsmarine.
Im Jahr 1942 erreichte die Schlacht um die Insel ihren Höhepunkt und die Royal Navy bildete große Konvois von den von ihr kontrollierten westlichen und östlichen Ausgängen des Mittelmeers, um den Verlust der Insel abzuwenden. Hawker Hurricanes und Supermarine Spitfires wurden von Flugzeugträgern auf den sogenannten Club Runs von Gibraltar nach Malta gebracht. Im Sommer 1942 waren die Luftstreitkräfte der Achse nahe daran, die Insel als Bedrohung auszuschalten, und es bestanden deutsch-italienische Pläne, sie in einer triphibischen Operation mit dem Decknamen „Unternehmen Herkules“ endgültig einzunehmen, während sich in Nordafrika Erwin Rommels Panzerarmee Afrika anschickte, ins Nildelta vorzustoßen. Erst nach der Zweiten Schlacht von El Alamein im Oktober und November 1942 ging die Bedrohung der Insel allmählich wieder zurück. Die zur gleichen Zeit stattfindende Operation Torch und der Sieg der 8. Armee in Ägypten brachten Malta stückweise wieder in Reichweite landbasierter alliierter Jagdflugzeuge. Mit dem Erfolg der Operation Stoneage, einem Konvoi im November 1942, war die Schlacht um die Insel praktisch beendet und alliierte Mittelmeerkonvois nahmen ihre regelmäßige Tätigkeit zur Versorgung der alliierten Landtruppen wieder auf.

## Vorgeschichte und strategische Situation

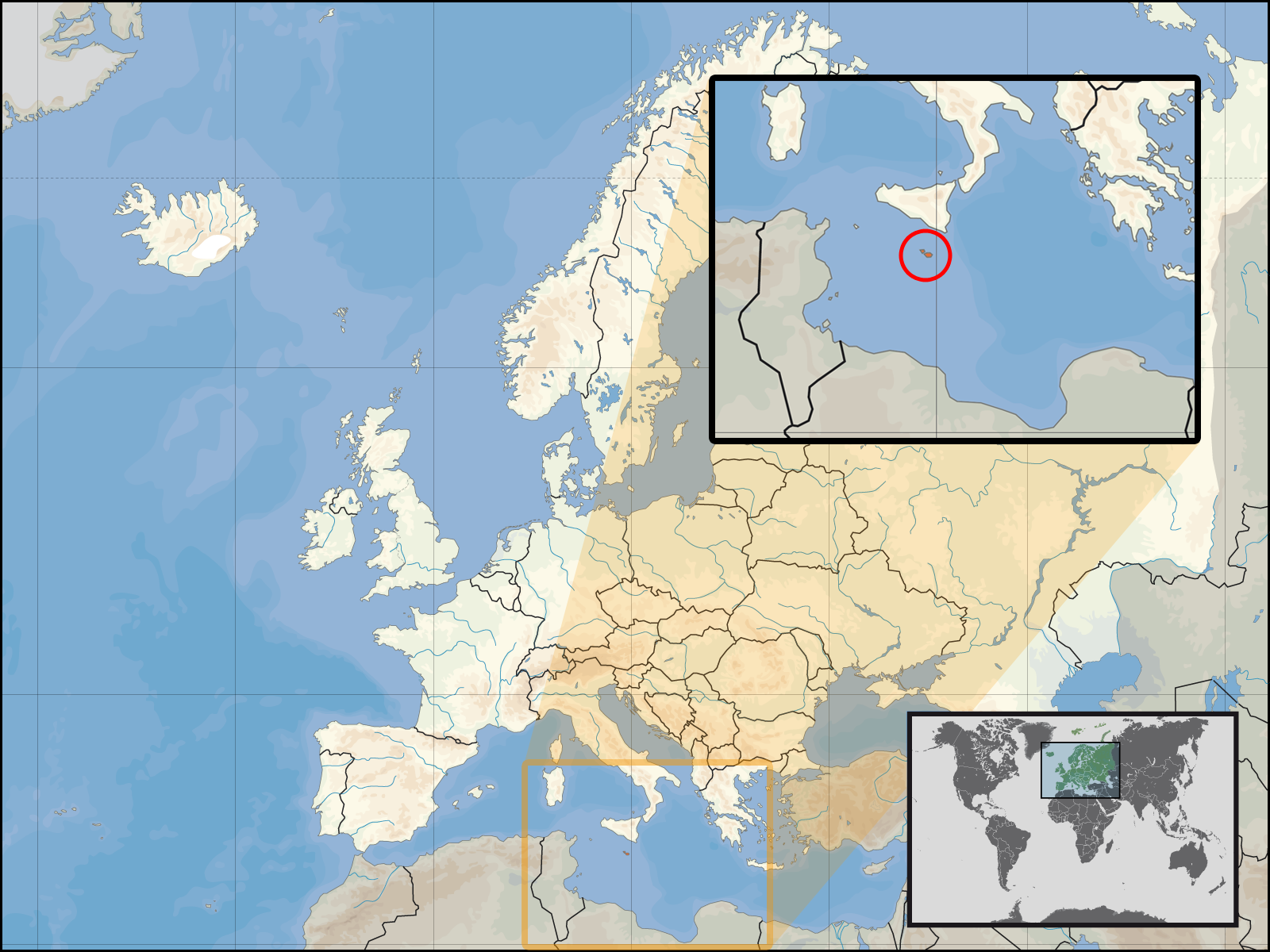
Lage Maltas

Die nur wenig über 300 Quadratkilometer große Inselgruppe mit der Hauptinsel Malta und der Hauptstadt Valletta war seit dem Ende der Koalitionskriege eine britische Kolonie. In den 1940ern hatte sie eine Bevölkerung von rund 275.000. Der Nahrungsmittelbedarf musste schon in Friedenszeiten zu zwei Dritteln über Importe gedeckt werden. Malta war ein wichtiger Zwischenpunkt auf der Handelsroute durch den Suezkanal nach Britisch-Indien, in den Nahen Osten, nach Ostafrika, in den Fernen Osten und nach Australien. Die nur 80 Kilometer von Sizilien entfernt liegenden Inseln sind strategisch positioniert, die Straße von Sizilien zwischen Italien und Nordafrika zu kontrollieren. Im engeren Umkreis liegen einige kleinere zu Italien gehörige Inseln wie Pantelleria und Lampedusa, von denen während des Zweiten Weltkriegs aber nur Pantelleria über einen Flugplatz verfügte. Die Entfernung Maltas zur Küste Tripolitaniens in Libyen beträgt etwa 350 Kilometer, die nach Kap Bon in Tunesien 285 Kilometer.

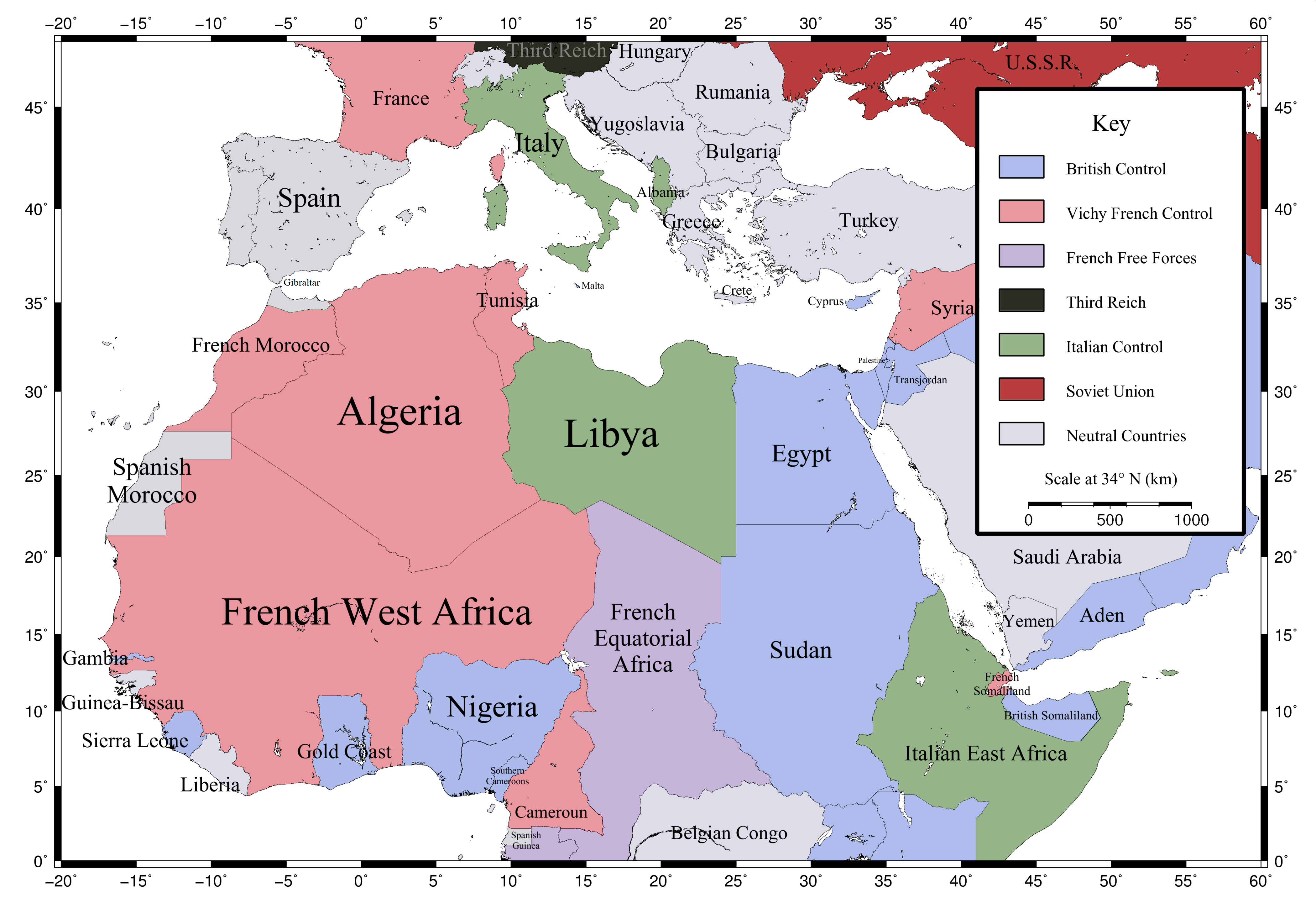
Karte des Mittelmeerraums und des nördlichen Afrikas 1940
Frankreich und Besitzungen
Italien und Besitzungen
Britische Besitzungen

Die Versorgung Maltas war prinzipiell sowohl von Osten (über den Suezkanal) als auch von Westen (über die Straße von Gibraltar) möglich. Das ausgedehnte Britische Weltreich bot die Möglichkeit, Konvois mit Frachtschiffen und Tankern aus beiden Richtungen zusammenzustellen. Konvois aus dem Westen hatten Gibraltar als Ausgangspunkt, die aus dem Osten meist Alexandria, bisweilen auch Haifa oder Port Said. Die Route von Gibraltar aus hatte den Vorteil, dass diese Konvois erst auf der zweiten Hälfte der Fahrt in Reichweite feindlicher Flugzeuge gerieten, da das Vichy-Regime, das den westlichen Teil Nordafrikas kontrollierte, nicht kriegführend war. Die im östlichen Mittelmeer startenden Konvois dagegen konnten schon viel früher von Flugzeugen aus Italienisch-Libyen und ab Frühjahr 1941 aus Griechenland und Kreta angegriffen werden. Grundsätzlich war eine starke Eskorte notwendig, die unter Umständen auch Flugzeugträger für die Luftabwehr umfasste. Die Konvoisicherung bestand für gewöhnlich aus einer Nahsicherung (vorwiegend gegen U-Boote) aus Zerstörern und kleineren Fahrzeugen, einer Deckungsgruppe aus Kreuzern und Zerstörern und der Hauptflotte (oft mit schweren Schiffen) in größerer Entfernung. Die Hauptflotte wurde für Konvois aus dem Osten von der in Alexandria liegenden Mittelmeerflotte gestellt, für solche aus dem Westen von der in Gibraltar stationierten Force H.
Das faschistisch regierte Königreich Italien trat erst ein dreiviertel Jahr nach dem Kriegsbeginn im September 1939 – im Juni 1940 – in den Krieg gegen Großbritannien und das bald besiegte Frankreich ein. Es verfügte über eine starke, der britischen Mittelmeerflotte ebenbürtige Marine mit zahlreichen Basen entlang der langgestreckten Küstenlinie und eine Luftwaffe beträchtlichen Umfangs. Die nächstgelegene größere Marinebasis war Tarent in Süditalien. Mit seiner in günstiger Reichweite gelegenen Kolonie in Libyen verfügte Italien über eine eigene Bezugsquelle für das strategisch wichtige Erdöl. Die Kolonie Italienisch-Ostafrika war dagegen durch die britische Kontrolle des Suezkanals ab dem Kriegseintritt isoliert. Eines der Ziele Italiens war es, beide Kolonien durch die Ausschaltung der britischen Präsenz in Ägypten und dem Sudan zu verbinden.
Die Verteidigungskräfte auf der Insel umfassten im Juni 1940 unter anderem eine Brigade Infanterie sowie kleinere Artillerie-, Flugabwehr- und Panzerabwehreinheiten. Zur Luftverteidigung standen ferner drei einsatzfähige Gloster-Gladiator-Jagdflugzeuge zur Verfügung, einige weitere lagerten noch in Einzelteilen auf der Insel. In der Prioritätenliste rangierte die Verteidigung Maltas weit hinter den hohen Anforderungen des Krieges in Frankreich und der Heimatverteidigung. Gouverneur und Befehlshaber der Inselverteidigung war seit Ende April 1940 Generalleutnant William Dobbie. Auch als Marinestützpunkt spielte Malta anfangs eine untergeordnete Rolle. Nur der Monitor HMS Terror und einige U-Boote waren zum Zeitpunkt der italienischen Kriegserklärung am 11. Juni im Grand Harbour von Valletta stationiert.

## 1940

### Konvois MF 1 und MS 1, erster „Club Run“
Der erste Konvoi, MF 1, lief am 9. Juli von Malta aus und erreichte Alexandria am 11. Juli. Er bestand aus drei Frachtschiffen und transportierte evakuierte Zivilisten sowie eine Anzahl von Hafenarbeitern. Der zweite Konvoi aus etwas langsameren Schiffen verließ Malta am 10. Juli und erreichte Alexandria am 14. Juli. Er umfasste fünf Schiffe.
Die Sicherung der beiden Konvois wurde durch die Mittelmeerflotte unter Andrew Cunningham gestellt und bestand aus den Schlachtschiffen Malaya, Ramillies, Royal Sovereign und Warspite, dem Flugzeugträger Eagle, den Kreuzern Caledon, Capetown, Gloucester, Liverpool, Neptune, Orion und Sydney sowie 21 Zerstörern. Am 9. Juli kam es vor der Südküste Kalabriens zur Seeschlacht bei Punta Stilo mit einem auf dem Rückweg von Nordafrika befindlichen italienischen Geleitverband aus zwei Schlachtschiffen, zehn Kreuzern und 32 Zerstörern, die unentschieden endete.
Am 31. Juli begann der erste der sogenannten „Club Runs“, bei dem der Flugzeugträger Argus zwölf Hawker Hurricanes in Reichweite von Malta bringen sollte. Die Force H, inklusive des Flottenträgers Ark Royal lief gegen 8 Uhr von Gibraltar aus und führte am 2. August einen Ablenkungsangriff auf Cagliari. Alle zwölf Hurricanes erreichten sicher Malta.

### Konvoi MF 2
Dieser Konvoi, bestehend aus einem Kühlschiff, einem Tanker der Royal Fleet Auxiliary und einem Frachter, lief am 29. August aus Alexandria aus und erreichte Malta am 2. September. Die Eskorte bildeten die Kreuzer Gloucester, Liverpool und Kent sowie vier Zerstörer, wobei nur die Zerstörer bis Malta mitliefen.
Die Mittelmeerflotte befand sich mit Malaya, Warspite, Eagle, Orion, Sydney sowie zwölf zusätzlichen Zerstörern in See. Am 31. August wurde der Konvoi aus der Luft angegriffen und das Kühlschiff Cornwall in Brand gesetzt. Das Feuer konnte kontrolliert werden und alle Schiffe erreichten ihr Ziel.
Die Force H war von Gibraltar aus ebenfalls im Einsatz. Sie verfügte über den Schlachtkreuzer Renown, das Schlachtschiff Valiant, den Flugzeugträger Illustrious, die Kreuzer Calcutta, Coventry und Sheffield sowie 17 Zerstörer. Mit Ausnahme von Sheffield und zehn Zerstörern liefen diese Schiffe als Verstärkungen nach Alexandria.

### Konvois MF 3 und MF 4
Der aus vier Schiffen bestehende Konvoi MF 3 segelte am 8. Oktober von Alexandria und erreichte Malta am 11. Oktober. Calcutta, Coventry und vier Zerstörer bildeten die Eskorte. Die Mittelmeerflotte befand sich mit vier Schlachtschiffen, den beiden Flugzeugträgern, sechs Kreuzern und 17 Zerstörern in See und fungierte als zusätzlicher Begleitschutz. Ein Zerstörer lief dem Konvoi von Malta aus entgegen. Der Zerstörer Imperial wurde unterwegs von einer Mine getroffen und musste nach Malta geschleppt werden.
Nach der Ankunft von MF 3 wurde der Konvoi MF 4 gebildet, der von Malta nach Alexandria zurücklief und am 16. Oktober dort ankam. Calcutta, Coventry und zwei Zerstörer bildeten die Naheskorte. In einem Nachtgefecht vor Capo Passero am 12. Oktober versenkte der Kreuzer Ajax zwei italienische Torpedoboote und beschädigte einen Zerstörer, der später vom Kreuzer York versenkt wurde.

### Konvois MW 3 und ME 3
Mit diesen Konvois wurde ein neues Namensschema eingeführt, bei dem die von Alexandria nach Malta laufenden Konvois mit MW (Malta westward) und die zurücklaufenden mit ME (Malta eastward) bezeichnet wurden. Typischerweise wurden zwei solche Konvois kombiniert, sodass die Eskorte auf ihrem Hin- und Rückweg sichern konnte.
MW 3, bestehend aus fünf Schiffen, legte am 4. November in Alexandria ab und erreichte Malta am 10. November. Die Eskorte bildeten wieder Calcutta und Coventry sowie vier Zerstörer. Zusätzlich schloss sich unterwegs ein älteres Minenabwehrfahrzeug dem Konvoi an, das in Malta stationiert werden sollte. Die Hauptflotte, bestehend aus Malaya, Ramillies, Valiant, Warspite, Illustrious, den Kreuzern Gloucester und York und 16 Zerstörern deckte die Operation, die gleichzeitig mit Konvois nach Griechenland und Kreta stattfand.
Aus Gibraltar liefen am 7. November das Schlachtschiff Barham, die Kreuzer Berwick und Glasgow und drei Zerstörer als Verstärkung für die Mittelmeerflotte ab. Sie liefen ebenfalls am 10. November in Valletta ein und lieferten hier Truppen und Material ab.
Der Rückkonvoi, ME 3, lief am 10. November in Malta ab, begleitet von den Schiffen, die mit MW 3 eingelaufen waren sowie zusätzlich Ramillies, Coventry, dem Monitor Terror und drei Zerstörern. Er bestand aus den entladenen Schiffen von MF 3 und erreichte Alexandria am 13. November.
Der Name der komplexen Gesamtoperation, die auch den Angriff auf Tarent am 12. November und einen Vorstoß in die Straße von Otranto einschloss, lautete MB 8.

### Konvois MW 4 und ME 4 und Operation Collar
Ein weiteres Konvoipaar, wiederum Teil einer komplexen Gesamtoperation namens MB 9, fand Ende November statt, gleichzeitig mit einer Operation der Force H mit dem Decknamen Collar.
Am 23. November segelten der Flottenöler Breconshire und drei Frachter in Alexandria ab, begleitet wiederum von Calcutta und Coventry sowie vier Zerstörern. Die Mittelmeerflotte war ebenfalls in See und führte neben der Deckungsaufgabe für MW 4 auch Aufgaben im Zusammenhang mit der Verstärkung der Souda-Bucht sowie Angriffe auf den Dodekanes aus. MW 4 erreichte Malta am 26. November.
In Operation Collar, die am 25. November mit der Durchfahrt durch die Straße von Gibraltar begann, liefen zwei weitere Frachter nach Malta und einer nach Souda Bay, begleitet von fünf Zerstörern und vier Korvetten. Die Kreuzer Manchester und Southampton brachten gleichzeitig Truppen nach Malta. Die Force H leistete Begleitschutz. Sie war aufgeteilt in zwei Geschwader, von denen das erste Renown, Ark Royal, die Kreuzer Despatch und Sheffield sowie acht Zerstörer umfasste. Das zweite Geschwader bildeten Ramillies sowie die Kreuzer Berwick, Coventry und Newcastle, letzterer aus Malta kommend. Diese Operation mündete in die Seeschlacht bei Kap Teulada südlich von Sardinien am 27. November, die nach geringen Verlusten auf beiden Seiten und ohne Schaden für die Konvoischiffe von den Briten abgebrochen wurde.
In Konvoi ME 4 segelten fünf leere Frachtschiffe am 26. November von Malta ab, begleitet von Calcutta und drei Zerstörern. Drei der Schiffe fuhren nach Port Said und zwei nach Alexandria, wo sie am 29. November ankamen. Die Mittelmeerflotte führte in dieser Zeit Angriffe auf Tripolis durch und deckte weitere Konvois zwischen Ägypten und Griechenland bzw. Kreta.

### Konvois MW 5A, MW 5B, ME 5A und MG 1
Im Konvoi MW 5A liefen zwei Frachter unter Begleitung durch die Malaya und vier Zerstörer am Nachmittag des 16. Dezember von Alexandria aus. Konvoi MW 5B bestand aus vier Frachtern, einem Tanker und der Truppenfähre Ulster Prince, davon kamen vier Schiffe aus Port Said und die anderen beiden aus Alexandria. Diese Schiffe liefen schon am 15. und frühen 16. Dezember aus. Die Naheskorte wurde aus Calcutta und je einem Zerstörer und U-Boot gebildet. Valiant, Warspite, Illustrious, zwei Kreuzer und elf Zerstörer deckten die gesamte Operation aus der Ferne. Ein Frachter aus MW 5B lief aufgrund seiner geringeren Geschwindigkeit alleine nach Malta, gedeckt vom Zerstörer Havock. Alle Schiffe erreichten unbelästigt am oder nach dem 20. Dezember ihr Ziel.
Auf dem Rückweg eskortierten die Geleitschiffe im Konvoi ME 5A vier leere Frachter zurück nach Alexandria. Malaya und fünf Zerstörer geleiteten gleichzeitig Konvoi MG 1, bestehend aus zwei leeren Frachtern, von Malta nach Gibraltar. Die Mittelmeerflotte deckte beide Operationen, bis die mit Renown, Ark Royal, Sheffield und zehn Zerstörern ausgelaufene Force H MG 1 übernahm. Ein Geleitschiff von MG 1, der Zerstörer Hyperion, lief am 22. Dezember auf eine Mine und blieb bewegungsunfähig zurück, sie wurde später von der in Malta stationierten Janus versenkt.

## 1941
Anfang des Jahres 1941 verlegte das X. Fliegerkorps der deutschen Luftwaffe auf italienische Flugplätze auf Sizilien. Dies war möglich geworden, da Italien seit dem 27. September Teil des Dreimächtepakts und damit ein Verbündeter des Deutschen Reichs war. Bereits die ersten Konvois des Jahres wurden durch deutsche Sturzkampfbomber vom Typ Junkers Ju 87 empfindlich gestört.

### Operation Excess und Konvois MW 5½, ME 5½ und ME 6
Am Nachmittag des 6. Januar verließen vier schnelle Frachter in der Operation Excess Gibraltar in Richtung Westen, die Schutz vom Kreuzer Bonaventure und vier Zerstörern erhielten. Nur eines der Konvoischiffe war für Malta bestimmt, es transportierte 4000 Tonnen Munition, zwölf verpackte Hurricane-Jäger und 3000 Tonnen Saatkartoffeln. Der ursprüngliche Westkurs war eine Finte und der Konvoi wechselte nach Einbruch der Dunkelheit die Richtung. Force H mit Renown, Malaya, Ark Royal, Sheffield und acht Zerstörern übernahm die Fernsicherung. Am folgenden Tag wurden Malaya und zwei Zerstörer dem eigentlichen Konvoi zugeteilt und der Rest der Force H fuhr diesem voraus, um in nordöstlicher Richtung zu sichern. Am 9. Januar flogen fünf Fairey Swordfish als Verstärkung von Ark Royal nach Malta. Am selben Tag wurde Kontakt mit den Kreuzern Gloucester und Southampton und dem Zerstörer Ilex der Mittelmeerflotte, die zuvor Ersatzmannschaften auf Malta abgeliefert hatten, hergestellt. Die Force H ging in den Abendstunden wieder auf Westkurs, mit Ausnahme von Bonaventure und dem Zerstörer Jaguar, die bis Malta weiter mitfuhren. Am Morgen des 10. Januar wurden zwei italienische Torpedoboote gesichtet, die von Bonaventure und Jaguar attackiert wurden. Eines der Boote wurde bewegungsunfähig geschossen und später vom Zerstörer Hereward versenkt, das andere entkam. Bald nach dem Gefecht kam die Mittelmeerflotte in Sicht, die nun die Fernsicherung übernahm. In der Straße von Sizilien geriet der Zerstörer Gallant auf eine Mine und verlor seinen Bug, das Schiff musste nach Malta geschleppt werden.
Konvoi MW 5½ begann seine Fahrt von Alexandria am 7. Januar. Er bestand aus der Breconshire und einem Frachter und wurde von Calcutta sowie zwei Zerstörern geleitet. Der Konvoi wurde nicht angegriffen und erreichte Malta am Morgen des 10. Januar. Unmittelbar nach der Ankunft legte Konvoi ME 5½ aus zwei leeren Frachtern von MW 5A ab und Calcutta und ein Zerstörer übernahmen dessen Geleitschutz. Der Konvoi verband sich mit dem Rest des Excess-Konvois, der nach Kreta lief. Am 12. Januar spaltete er sich südlich von Kreta wieder ab und lief weiter nach Alexandria.
Konvoi ME 6 begann wie ME 5½ am 10. Januar seine Fahrt von Malta nach Alexandria. Er bestand aus vier langsamen Frachtern und zwei Tankern und wurde von drei Korvetten begleitet. Es war ursprünglich beabsichtigt, das Gloucester und Southampton sowie ein Zerstörer diesen Konvoi zusätzlich decken sollten, dies wurde jedoch durch den im Folgenden beschriebenen Luftangriff auf die Mittelmeerflotte verhindert. Letztlich erhielt der Konvoi erst ab Souda Deckung durch mehrere Kriegsschiffe. Er erreichte Alexandria am 13. Januar ohne Schäden.
Der Luftangriff begann gegen Mittag am 10. Januar und wurde von einer Welle italienischer Torpedoflugzeuge eingeleitet, der keine Schäden anrichtete. Kurze Zeit später griff eine größere Formation Stukas der Sturzkampfgeschwader 1 und 2 an, die sich auf den Träger Illustrious konzentrierte. Sechs direkte Treffer und drei Nahtreffer setzten den Träger außer Gefecht. Es brachen schwere Brände an Bord aus und die Abwehrbewaffnung wurde zur Hälfte ausgeschaltet. Der Träger, dessen Ruderanlage beschädigt worden war, verließ die Flotte und lief nach Malta ab, geleitet von den Zerstörern Hasty und Jaguar. Auf dem Weg erneut angegriffen, erreichte er den Grand Harbour in der Nacht zum 11. Januar. Die Verluste an Bord betrugen 126 Tote und 91 Verwundete.
Der Rest der Flotte wurde am Nachmittag des 10. Januar erneut angegriffen, wobei das Schlachtschiff Valiant das Hauptziel war. Dieser Angriff ging ohne größere Schäden ab. Am Folgetag wurde die detachierte Kreuzergruppe angegriffen und Southampton dreimal getroffen. Das in Brand geratene Schiff musste am Abend aufgegeben werden und wurde durch Torpedos von Gloucester und Orion versenkt. Die Verluste dieses Angriffs betrugen 9 Tote und 14 Verwundete auf Gloucester und 80 Tote und 87 Verwundete auf Southampton.
Illustrious lief, nachdem sie im Hafen noch mehrfach angegriffen worden war, nach notdürftigen Reparaturen am 23. Januar zurück nach Alexandria.

### Konvoi MW 6
Dieser Konvoi bestand aus vier Frachtern, von denen drei aus Haifa und einer aus Alexandria kamen. Insgesamt drei Zerstörer bildeten die Naheskorte. Die Operation unter dem Marinecode MC 9 begann am 19. März. Die Mittelmeerflotte mit Barham, Valiant, Warspite, dem Träger Formidable sowie neun Zerstörern lief am 21. März  zur Deckung der Operation aus und erreichte den Konvoi gerade rechtzeitig, als ein Luftangriff auf diesen begann. Der Kreuzer Bonaventure, der von Souda ausgelaufen war, befand sich bereits beim Konvoi und gegen 16 Uhr erreichten auch die Kreuzer Ajax, Gloucester, Orion, Perth und York sowie drei weitere Zerstörer den Ort des Geschehens. Später stießen auch noch Calcutta, Carlisle und Coventry nebst einem weiteren Zerstörer dazu. Die Flotte lief jetzt nördlich des Konvois, mit dem Kreuzergeschwader als vorgeschobener Deckung. Sie blieb auch den ganzen folgenden Tag in der Nähe des Konvois und drehte erst nach Einbruch der Dunkelheit wieder nach Osten ab. Der Konvoi erreichte Malta am Morgen des 23. März und geriet sofort in einen Luftangriff, bei dem einer der Frachter schwer beschädigt wurde.

### Operationen MD 2 und MD 3 und Konvoi ME 7
Diese Operationen begannen am 18. April mit dem Auslaufen der Mittelmeerflotte mit Barham, Valiant, Warspite, Formidable, Calcutta, Phoebe und acht Zerstörern aus Alexandria. Die Flotte lief zunächst zum Auftanken nach Souda und ihr folgte in zwölf Stunden Abstand der Tanker Breconshire mit dem Ziel Malta. Konvoi ME 7 lief am 19. April mit vier leeren Frachtschiffen aus dem Grand Harbour von Valletta aus, begleitet von vier Zerstörern.
Am Morgen des 20. April traf sich Breconshire mit der Hauptflotte und den hinzugekommenen Ajax, Gloucester, Orion und zwei Zerstörern. Gegen Mittag kreuzten sich der ostwärts und der westwärts fahrende Konvoi, wobei ME 7 mit zwei Kreuzern und vier Zerstörern weiter nach Alexandra lief und dort später ohne Zwischenfall eintraf. Die Hauptflotte mit Breconshire entließ diese und einen Zerstörer bei Dunkelheitsanbruch und bombardierte am frühen Morgen des 21. April Tripolis. Außer einigen Fühlung haltenden Aufklärungsflugzeugen ließen sich keine Feinde blicken.
Breconshire kehrte schon am 28. April (nach ihrer zügigen Entladung) begleitet vom Kreuzer Dido, einem Minenleger und vier Zerstörern nach Alexandria zurück.

### Konvois MW 7A und MW 7 B und Operation Tiger
Der aus vier schnellen Frachtschiffen (14 kn) bestehende Konvoi MW 7A, eskortiert von Calcutta, Dido, Phoebe und vier Zerstörern, sowie der langsamer fahrende (10 kn) Konvoi MW 7B mit zwei Tankern, begleitet von Carlisle, Coventry, drei Zerstörern, einer Korvette und einem Minenräumer, verließen den Hafen Alexandria am 6. bzw. 5. Mai und sollten beide am 10. Mai in Malta eintreffen. Die Fernsicherung wurde von der Mittelmeerflotte mit Barham, Valiant, Warspite, Formidable, Ajax, Orion, Perth und zwölf Zerstörern gestellt. Bei der Flotte fuhren ferner der schnelle Minenleger Abdiel und die Breconshire mit. Diese Gruppe verließ Alexandria am 6. Mai. Kurz vor Mittag am 7. Mai verließen der Kreuzer Ajax und die Zerstörer Havock, Hotspur und Imperial die Hauptflotte, um einen Ablenkungsangriff auf Bengasi zu führen. Die Schiffe kehrten am Abend des 8. Mai zur Flotte zurück. Die fünf Flugabwehrkreuzer der Eskorten Calcutta, Dido, Phoebe, Carlisle und Coventry wurden am Morgen des 8. Mai entlassen, um dem Tiger-Konvoi entgegenzulaufen.
Dieser für die Verstärkung Alexandrias bestimmte Konvoi mit fünf Frachtschiffen war am 6. Mai mit der Force H aus Gibraltar abgelaufen. Am 8. Mai, beim Eintreten in die Gefahrenzone um Sizilien, zeigten sich gegen Mittag zuerst beschattende Aufklärungsflugzeuge und gegen 13:45 begann die erste Angriffswelle italienischer Torpedobomber, die ohne Schäden abgewehrt werden konnte, ebenso wie weitere italienische Angriffe im Verlauf des Nachmittags. Gegen 20:15 drehten Renown, Ark Royal, Sheffield und drei Zerstörer ab, um den Rückmarsch nach Gibraltar anzutreten. Um diese Zeit begann ein weiterer italienischer Torpedobomberangriff, dem die Schiffe zwar ausweichen konnten, bei dem es aber zu einem Fall von Eigenbeschuss an Bord der Renown kam. Gegen Mitternacht explodierte eine Mine an einem Räumotter (engl. paravane) der New Zealand Star, kurze Zeit später widerfuhr ähnliches dem Kühlschiff Empire Song, das brennend abdrehen musste und später nach Explosion der mitgeführten Munitionsvorräte sank. Zuvor war der Großteil der Besatzung von der Foresight an Bord genommen worden. Der Tiger-Konvoi traf am Morgen des 9. Mai auf die von der Mittelmeerflotte detachierten Flugabwehrkreuzer und am Nachmittag auf die Hauptflotte. Auf seinem weiteren Weg nach Alexandria führten Zerstörer der Eskorte einen weiteren Angriff auf Bengasi aus.
Die Gesamtoperation (Flottencode MD 4) kann trotz des Verlusts der Empire Song als Erfolg gelten. Unter anderem wurden weit über 200 Panzer und 64 Hurricane-Jäger nach Alexandria transportiert, und das zu einem kritischen Zeitpunkt, als die Deutschen gerade im Balkanfeldzug das griechische Festland besetzt hatten.

### Operation Substance (Konvois GM 1 und MG 1)
Operation Substance war die bis dahin größte Konvoioperation mit Nachschub für Malta seit Beginn des Krieges. Der am 11. Juli aus dem Clyde abgelaufene Konvoi WS 9C umfasste nicht weniger als sechs Frachtschiffe und zwei Truppentransporter. Er wurde auf seinem Weg nach Gibraltar von den Kreuzern Arethusa und Manchester, fünf Zerstörern und dem Minenleger Manxman geleitet. Die Schiffe erreichten Gibraltar zwischen dem 17. und 19. Juli.
Die eigentliche Operation begann in der Nacht zum 21. Juli, als der Flottenöler Brown Ranger mit einem Zerstörer aus Gibraltar auslief, der für das spätere Auftanken der Zerstörer der Eskorte sorgen sollte. Der aus WS 9C formierte Konvoi GM 1 passierte die Straße von Gibraltar in der gleichen Nacht. Als Eskorte fungierten das Schlachtschiff Nelson, Schlachtkreuzer Renown, Träger Ark Royal, Kreuzer Edinburgh, Arethusa, Manchester sowie insgesamt 16 Zerstörer und ein Minenleger. Die Zerstörer wurden am 22. Juli von der Brown Ranger noch einmal aufgetankt, bevor diese nach Gibraltar zurückkehrte.
Der Konvoi MG 1A mit sieben entladenen Schiffen legte am 23. Juli in Malta ab und lief GM 1 entgegen. Ein Schiff musste schon nach einer Beschädigung beim Auslaufen umkehren.

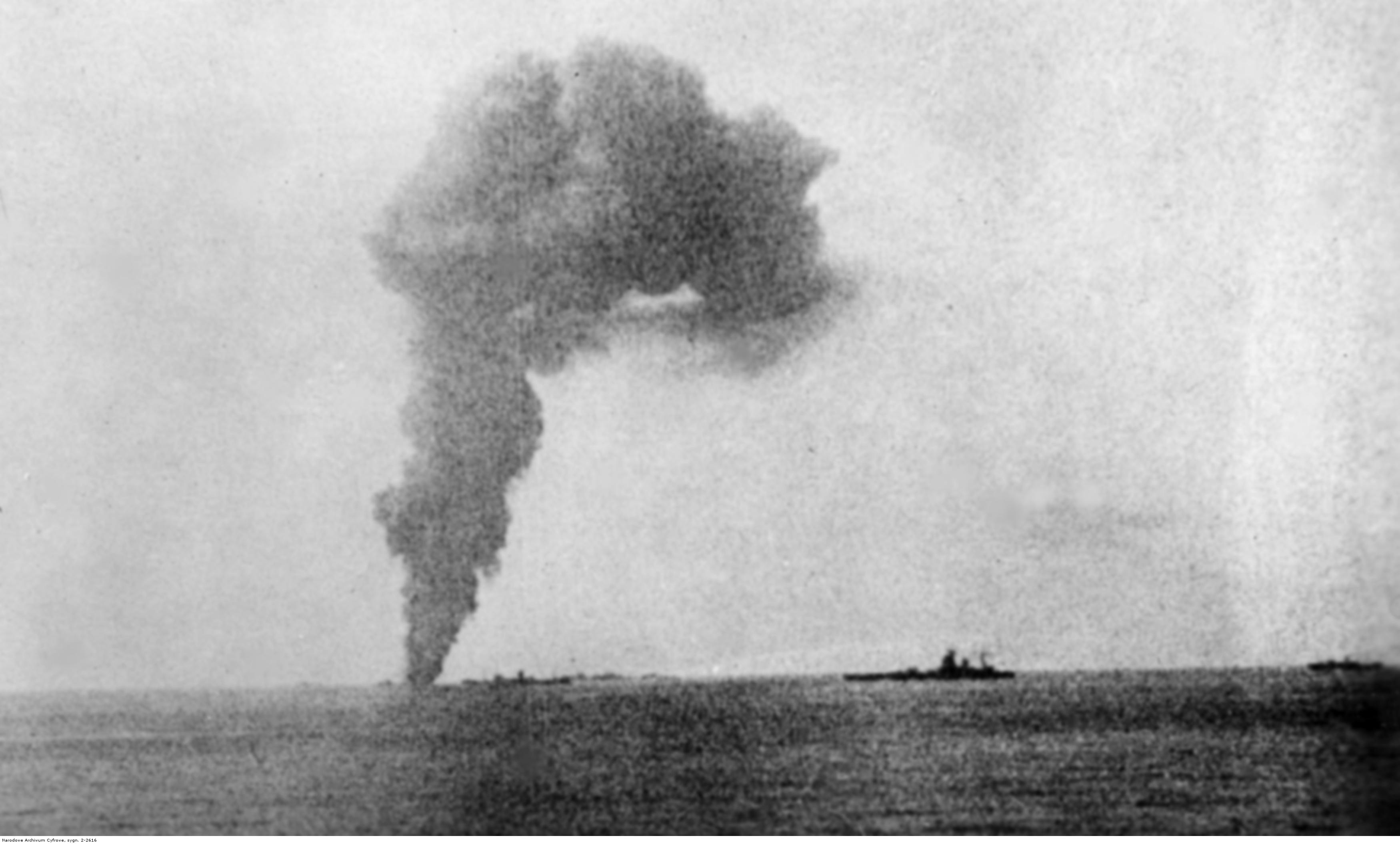
Im Hintergrund Fearless in Brand, im Vordergrund die Nelson

Gegnerische Aufklärungsflugzeuge berichteten am 23. Juli über die Sichtung der Force H und von GM 1 und ab 10 Uhr entwickelten sich heftige Luftangriffe. Dabei wurden die Manchester und der Zerstörer Fearless torpediert. Manchester wurde mit einem Zerstörer nach Gibraltar zurückbeordert, die Fearless musste aufgegeben und versenkt werden. Später am Tag wurde die Firedrake, die vor dem Konvoi Minen räumte, von italienischen SM.97 getroffen und musste von der Eridge zurück nach Gibraltar geschleppt werden, mit der Avon Vale als zusätzlicher Eskorte.
In den Abendstunden des 23. Juli näherte sich der Konvoi Sizilien und entging dabei weitgehend feindlicher Aufklärung. Nur zwei Torpedobootangriffe, bei denen die Sydney Star beschädigt wurde, wurden gezählt. Die an Bord befindlichen Truppen (500 Mann) wurden sicherheitshalber von der HMAS Nestor übernommen.
Am Morgen des 24. Juli liefen Arethusa, Edinburgh und Manxman mit hoher Geschwindigkeit vom Konvoi ab und erreichten Malta gegen Mittag, wo die Entladung von Truppen und Nachschubgütern begann. Der Hauptkonvoi traf vier Stunden später ein. Die Kreuzer der Force H liefen am Abend mit sechs Zerstörern zurück nach Gibraltar. Im Hafen von Malta wurden die Schiffe von GM 1 am 26. Juli zum Ziel der italienischen Operazione Malta Due, einem Angriff mit Kleinkampfmitteln der Decima Flottiglia MAS, der aber desaströs fehlschlug.
Die Schiffe des nach Gibraltar fahrenden MG 1, die sich in drei Gruppen aufgeteilt hatten, wurden alle zum Ziel von Luftangriffen. Sie erreichten die Sicherheit von Gibraltar zwischen dem 26. und 28. Juli, zuletzt der schnell in Malta reparierte Nachzügler.
Die Mittelmeerflotte kam am 22. Juli aus den Häfen und blieb bis zum 24. im östlichen Mittelmeer in See. Ihre Aufgabe war ablenkender Natur – es sollte den Gegnern vorgespiegelt werden, dass eine Wiederholung der Tiger-Operation bevorstand.

### Operation Halberd (Konvois GM 2 und MG 2)

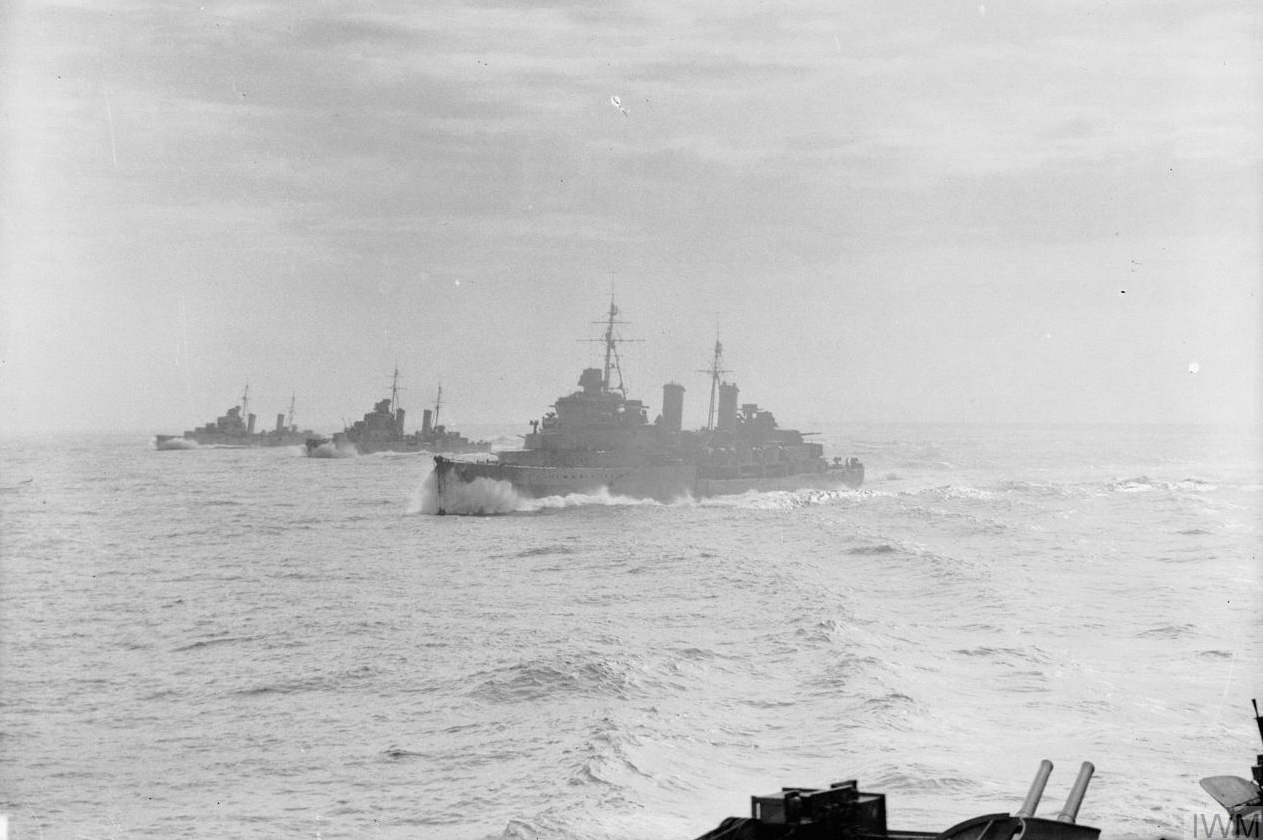
Die Kreuzer Edinburgh, Euryalus und Hermione während der Operation Halberd

Die Operation Halberd vom September 1941 war im Grunde eine nochmals vergrößerte Neuauflage der Operation Substance vom Juli. An Konvoi GM 2 Richtung Malta waren diesmal neun Frachtschiffe beteiligt, die von der Force H mit starker Beteiligung seitens der Home Fleet beschützt wurden. Die vorbereitenden Operationen begannen am 11. September, als der Kreuzer Edinburgh Simonstown (Südafrika) in Richtung Gibraltar verließ. Am 17. September legte der Hauptkonvoi WS 11X  vom Clyde aus ab, der unter anderem auch vier für Freetown bestimmte Schiffe umfasste, die an der Operation Menace gegen die vichy-französische Präsenz in Dakar teilnehmen sollten. Mit dem Konvoi fuhren das neue Schlachtschiff Prince of Wales, die Kreuzer Euryalus und Kenya sowie sechs Zerstörer, darunter ein niederländischer und ein polnischer.
Ab dem 19. September setzte in Gibraltar eine erhöhte Schiffsaktivität ein, teilweise mit dem Ziel, die gegnerische Aufklärung zu verwirren. Konvoi WS 11, jetzt GM 2, durchquerte die Meerenge in den frühen Morgenstunden des 25. September. Zur Naheskorte gehörten die Kreuzer Edinburgh, Euryalus, Hermione, Kenya und Sheffield sowie neun Zerstörer. Die Force H war mit den Schlachtschiffen Nelson, Prince of Wales und Rodney, dem Träger Ark Royal und weiteren neun Zerstörern in See. Der Konvoi und Force H fuhren nach einem anfänglichen Rendezvous am Morgen des 25. September die nächsten beiden Tage getrennt, um sich beim Eintritt in die gefährlichste Zone kurz vor Malta wieder zu vereinigen. Diese Taktik erwies sich als erfolgreich, und erst am 27. September erhielt die italienische Regia Marina den Auslaufbefehl. Am Mittag dieses Tages wurde Nelson von einem italienischen Torpedoflugzeug getroffen und auf 15 kn verlangsamt, konnte aber beim Konvoi bleiben. Kurze Zeit später wurde die Anwesenheit der Regia Marina in 75 Seemeilen Entfernung gemeldet. Die Force H drehte daraufhin ab, um die Italiener zu konfrontieren, die sich aber zurückzogen. Gegen 19 Uhr drehte die Hauptflotte nach Westen ab, um nach Gibraltar zurückzukehren. In weiteren Luftangriffen nach Einbruch der Dunkelheit wurde die Imperial Star so sehr beschädigt, dass die Besatzung und 300 Mann Truppenverstärkungen von den begleitenden Zerstörern aufgenommen werden mussten. Das brennende Schiff wurde selbstversenkt. In der Nacht unternahm Hermione einen Ablenkungsangriff auf die Insel Pantelleria, etwas abseits der geplanten Konvoiroute.
Das Einlaufen des Konvois am 28. September lief ohne weiteren Verlust und unter großen Beifallsbekundungen seitens der maltesischen Bevölkerung ab. Zuerst liefen am Morgen vier Kreuzer der Deckungsgruppe ein und begannen mit der Entladung. Die Frachtschiffe erreichten den Grand Harbour am Nachmittag.
Konvoi MG 2 umfasste drei entladene Frachtschiffe, die am 26. und 27. September in Malta Richtung Gibraltar ablegten. Die mehr oder weniger einzeln fahrenden Schiffe mussten sich Angriffen durch Torpedoflugzeuge, U-Boote und Motortorpedoboote erwehren, erreichten aber alle ihr Ziel unversehrt. Die Hauptflotte der Force H erreichte Gibraltar am 30. September und 1. Oktober wieder, an letzterem Tag begann auch die Rückführung der von der Home Fleet entliehenen Schiffe.

### Oktober bis Dezember 1941, Konvoi ME 8
Von Anfang Oktober bis Mitte Dezember 1941 trat eine vorübergehende Pause in der Konvoitätigkeit von und nach Malta ein. In dieser Zeit wurde die Force K aus anfangs zwei Kreuzern und zwei Zerstörern gebildet, die von Malta aus den Nachschub der Achsenmächte nach Nordafrika empfindlich störte. So konnten im November 1941 rund 60 % der von den Achsenmächten eingesetzten Tonnage vernichtet werden. Auch fanden mehrere Club Runs von Gibraltar nach Malta in dieser Zeit statt. Bei einem dieser Club Runs wurde Ark Royal am 13. November vom deutschen U-Boot U 81 torpediert und sank am folgenden Tag, ein schwerer Verlust für die Briten und von großem Nachteil für die Versorgung Maltas.
Der Hafen von Malta war währenddessen weitgehend durch die Schiffe der vorherigen Gibraltar-Malta-Konvois belegt und konnte kaum weitere Schiffe aufnehmen. Es wurden mehrere Versuche unternommen, die entladenen Schiffe zurückzuführen, häufig als Einzelfahrer oder in kleinen Gruppen. Die freigewordenen Plätze sollten ebenfalls durch Einzelfahrer wieder gefüllt werden. Mehrere dieser Schiffe mussten aufgrund von Beschädigungen durch Luftangriffe ihre Fahrt abbrechen und umkehren oder wurden beim Versuch versenkt.
Die schon länger entladen in Malta wartende Breconshire wurde ab 5. Dezember erfolgreich nach Alexandria zurück eskortiert und umgehend erneut beladen. Ab 15. Dezember kehrte sie in einer stark gesicherten Konvoioperation nach Malta zurück, wo inzwischen akuter Treibstoffmangel herrschte. Sie traf am Nachmittag des 18. Dezember dort ein, wobei sie auf dem letzten Teil der Strecke von der Force K gedeckt wurde.
Konvoi ME 8 war der erste größere durch das östliche Mittelmeer führende Konvoi seit Mai 1941. Der zwischenzeitlich in den USA reparierte Kreuzer Dido sollte nach Alexandria überführt werden, was die Gelegenheit bot, einige leere Schiffe aus Malta nach Osten zu eskortieren. Letztendlich wurden vier Frachtschiffe ausgewählt, die Fahrt ab 26. Dezember anzutreten. Die Eskorte bildeten Ajax, Dido und sechs Zerstörer. Aus Alexandria kamen Carlisle und vier Zerstörer entgegen, um für die zweite Hälfte der Fahrt die Eskorte zu übernehmen. Der Konvoi war den gesamten 28. Dezember über Luftangriffen ausgesetzt, die aber keinen schwerwiegenden Schaden anrichteten. Am 29. Dezember kamen die Schiffe in Alexandria und Port Said an.

## 1942

### Operation MF 2
Mit diesem Konvoi sollten das Landungsschiff Glengyle nach Malta eskortiert und zugleich die Breconshire nach Alexandria zurückgeholt werden. Am 6. Januar legten die Kreuzer Euryalus und Naiad sowie fünf Zerstörer in Alexandria ab, um die Glengyle nach Malta zu geleiten. Am selben Tag stach die Breconshire von Malta in Begleitung von vier Zerstörern in See. Am frühen Nachmittag des Folgetags trafen sich beide Gruppen und kehrten nach dem Austausch der beiden Frachtschiffe und je eines Zerstörers zu ihren Basen zurück, ohne dass es zu Zwischenfällen kam.

### Operation MF 3 (Konvois MW 8A und MW 8B)
Unter dem Codenamen MF 3 wurden die Eskortierung zweier Konvois (MW 8A und MW 8B) nach Malta zusammengefasst, die zu unterschiedlichen Tageszeiten am 16. Januar in Alexandria ablegten. Beide Konvois bestanden aus je zwei Frachtschiffen und je vier Zerstörern als Eskorte. Als Deckungsgruppe liefen die Kreuzer Dido, Naiad und Euryalus sowie drei Zerstörer aus. Von Malta lief am Folgetag die Force K mit Penelope und vier Zerstörern aus, um die Frachter entgegenzunehmen. Das Rendezvous war für den 18. Januar geplant.
In der Nacht zum 18. Januar wurde der Zerstörer Gurkha (aus MW 8B) durch das deutsche U-Boot U 133 torpediert, geriet in Brand und begann zu sinken. Die niederländische Isaac Sweers ermöglichte durch ihr Eingreifen die Bergung einer großen Zahl Überlebender.
In derselben Nacht wurde der Frachter Thermopylae (aus MW 8A) in Begleitung des Kreuzers Carlisle und zweier Zerstörer aus dem Geleit entlassen, nachdem sie Schwierigkeiten hatte, die Geschwindigkeit zu halten, und wurde nach Bengasi dirigiert. Gegen 9:30 Uhr am 19. Januar wurde sie aber bei einem Bombenangriff schwer getroffen und in Brand gesetzt. Von 385 Personen aus Besatzung und Passagieren konnten 261 durch die geleitenden Zerstörer geborgen werden, bevor das brennende Schiff durch die Arrow versenkt wurde.
Der Rest der beiden Konvois machte am frühen Nachmittag des 18. Januar Rendezvous mit der Force K und übergab die Frachtschiffe in deren Schutz. Am Nachmittag des Folgetags kamen alle Schiffe unversehrt in Malta an, trotz mehrerer Luftangriffe auf dem Weg, bei deren Abwehr landgestützte Flugzeuge aus Malta und der Kyrenaika zum Einsatz kamen.

### Operation MF 4
In Operation MF 4 wurden Ende Januar zwei Frachter von Malta nach Alexandria und die Breconshire in der Gegenrichtung eskortiert. Der westwärts laufende, durch Carlisle, Dido, Naiad und Euryalus sowie acht Zerstörer stark gesicherte Konvoi legte am 24. Januar in Alexandria ab und traf am Mittag des 26. auf die entgegenkommenden Schiffe, deren Eskorte aus Penelope und fünf Zerstörern bestand. Trotz mehrfacher Luftangriffe auf beide Gruppen erreichten alle Schiffe ihre Ziele ohne Beschädigung.

### Operation MF 5 (Konvois MW 9 und ME 10)
Konvoi MW 9, bestehend aus drei Frachtschiffen in zwei Gruppen, sollte in dieser Operation Mitte Februar nach Malta eskortiert werden und in der Gegenrichtung Konvoi ME 10 aus vier entladenen Schiffen nach Alexandria. Aufgrund der Ereignisse des Afrikafeldzugs, wo die Briten zu dieser Zeit auf dem Rückzug aus der westlichen Kyrenaika waren und deutsche Flugzeuge lokale Luftüberlegenheit errangen, sowie der weitgehenden Neutralisierung der britischen Jagdfliegerkräfte auf Malta durch fortgesetzte Bombardements hatte diese Operation geringere Erfolgsaussichten als die vorherigen.
Die beiden Gruppen von MW 9 legten am 12. Februar in Alexandria ab, begleitet von jeweils vier Zerstörern. Von diesen acht Zerstörern waren sieben neu in Dienst gestellte Geleitzerstörer der Hunt-Klasse. Hinzu kam im Falle der aus zwei Frachtern gebildeten Gruppe der Kreuzer Carlisle. Als Deckungsgruppe fungierte ein Verband aus Dido, Naiad und Euryalus und acht Zerstörern, der am 13. auslief. MW 9A und MW 9B sollten sich auf Höhe Tobruks vereinigen und dann gemeinsam über Nacht ihren Weg nach Malta  fortsetzen.
Kurz vor dem Rendezvous am Abend des 13. wurde MW 9A angegriffen und einer der Frachter erlitt schwere Schäden, die es notwendig machten, ihn mit zwei Geleitzerstörern nach Tobruk zu entlassen. Der restliche Konvoi wurde am 14. von der Deckungsgruppe eingeholt und erlebte an diesem Tag sporadische Luftangriffe, bis kurz vor Einbruch der Dunkelheit ein einzelnes Flugzeug einen Treffer auf der mit Munition beladenen Clan Chattan erzielte und diese in Brand setzte. Ein Großteil der Besatzung und Passagiere wurden von Bord und aus dem Wasser gerettet, bevor das Schiff sank.
Inzwischen hatte sich die Force K mit ME 10 genähert und nach dem Austausch der verbleibenden Frachter und einiger Zerstörer traten die neugebildeten Gruppen den Weiter- bzw. Rückmarsch an. Das letzte verbliebene Frachtschiff aus MW 9 wurde bei einem neuerlichen Luftangriff ebenfalls getroffen und wurden von der Zulu in Schlepp genommen, musste aber schließlich aufgegeben werden. In der Folge wurden drei Zerstörer der von der Force K detachiert, um zu ME 10 aufzuschließen und mit dieser Gruppe nach Alexandria zurückzukehren.
ME 10 erlebte auf der Weiterfahrt ebenfalls noch mehrere Luftangriffe, die jedoch keine Schäden anrichteten. Diese Operation endete, ohne dass eines der für Malta bestimmten Schiffe sein Ziel erreichte: die nach Tobruk entlassene Clan Campbell wurde schließlich mit einer Eskorte nach Alexandria zurückbeordert.

### Operation MG 1 (Konvoi MW 10) und die Zweite Schlacht von Syrte
Diese Operation, die einen weiteren Konvoi von Alexandria nach Malta bringen sollte, war die vorerst letzte, die unter dem Oberbefehl von Admiral Cunningham geplant wurde, der anschließend den Kriegsschauplatz verließ, um sich auf seine Rolle bei der Operation Torch vorzubereiten.
Am Morgen des 20. März wurden vier Frachtschiffe nach Malta entsandt (Breconshire, Clan Campbell, Pampas und Talabot), eskortiert von Carlisle und sechs Zerstörern. Cleopatra, Dido und Euryalus folgten mit vier weiteren Zerstörern später am Tag und sollten sich am 21. nördlich von Tobruk mit der anderen Gruppe treffen. Von Tobruk stießen ferner sechs Hunt-Klasse-Geleitzerstörer zum Konvoi, während von Malta aus Penelope und Legion am Morgen des 22. zum Verband dazustießen.
Gegen 14:10 Uhr am 22. März wurde von Euryalus Sichtkontakt mit der italienischen Flotte gemeldet. Zudem geriet der Konvoi um diese Zeit in einen schweren Luftangriff, der mit Hilfe der Luftabwehrkreuzer zurückgeschlagen wurde. Um 16:30 Uhr begann bei schwerem Seegang und schlechter Sicht (infolge der von den Briten gelegten Rauchschleier) das Flottengefecht, während weiterhin Luftangriffe der Achsenmächte geflogen wurden. Die überlegenen Italiener, die unter anderem das Schlachtschiff Littorio in den Kampf führten, wurden von den Briten mit Hilfe der Rauchschwaden und vorgetäuschten sowie echten Torpedoangriffen auf Distanz und vom Konvoi abgehalten. Mit Einbruch der Dunkelheit wurde das Gefecht von den Italienern abgebrochen, die einige britische Schiffe beschädigt hatten. Die Frachtschiffe blieben hingegen unversehrt und konnten die Fahrt nach Malta fortsetzen, während die aus Alexandria stammenden Deckungskräfte den Rückmarsch antraten.
Gegen 9:15 Uhr am Folgetag liefen Penelope und Talabot in den Grand Harbour ein, gefolgt von Pampas. Breconshire wurde wenige Seemeilen vor der Hafeneinfahrt von einer Bombe getroffen und gestoppt. Eine Stunde wurde die zurückliegende Clan Campbell ebenfalls getroffen und sank sehr schnell. Der Zerstörer Legion strandete nach Bombentreffer bei Marsaxlokk – er wurde, nachdem er in den Hafen geschleppt worden war, von einem erneuten Angriff versenkt. Die Breconshire wurde nach Marsaxlokk geschleppt und teilte dort das Schicksal der Legion. Ebenfalls versenkt wurde der Geleitzerstörer Southwold, als er die liegengebliebene Breconshire beschützte. Schließlich wurden auch noch die Talabot und Pampas im Hafen versenkt, nachdem nur ein Bruchteil der Gesamtladung von rund 26.000 Tonnen an Land gebracht worden war.
Nach diesem weiteren schweren Rückschlag für die Versorgung Maltas, verursacht durch die inzwischen drückende Luftüberlegenheit der Achsenmächte, wurden in den Folgemonaten zahlreiche Versuche unternommen, die Luftverteidigung der Insel durch Club Runs wieder auf Stärke zu bringen. Von den gestarteten Flugzeugen wurde die Mehrzahl jedoch entweder am Boden durch Bombenangriffe zerstört oder auf dem Weg abgeschossen, wodurch die prekäre Situation fortbestand. Konvoioperationen wurden für über zwei Monate als zu gefährlich zurückgestellt. Die britische 10. U-Boot-Flottille musste im April aus Malta nach Alexandria abgezogen werden, da keine bombensicheren Liegeplätze vorhanden waren. Die Force H musste überdies im Mai eine andere Rolle übernehmen: Sie stellte die Eskorte der Landungskräfte bei der Invasion Madagaskars (Operation Ironclad). Am 20. Mai übernahm Admiral Henry Harwood das Kommando über die Mittelmeerflotte in Alexandria und erhielt in den folgenden Wochen Verstärkungen von der Eastern Fleet, die eine Wiederaufnahme der Konvoitätigkeit im Juni erlauben sollten.

### Operationen Vigorous und Harpoon
Diese Operationen sollten durch die simultane Ausführung von zwei großen Konvois aus dem westlichen und östlichen Mittelmeer die Verluste unter beiden verringern und dafür sorgen, dass wenigstens einige der Schiffe Malta erreichten. Für die schiere Größe der Operation und der bereitgestellten Eskorten war der Erfolg jedoch äußerst bescheiden und die Verluste waren erschreckend.

#### Harpoon
Bei Harpoon, dem Konvoi aus dem Westen, handelte es sich im Wesentlichen um eine Wiederholung der Voroperationen Halberd und Substance. Aufgrund der zunehmenden Belastungen durch den bisherigen Kriegsverlauf und andere laufende Operationen fielen die Eskortierungskräfte für den Konvoi WS 19Z, der die Heimatgewässer vom Clyde aus am 5. Juni verließ, diesmal deutlich bescheidener aus. Die fünf Handelsschiffe wurden von den Leichten Kreuzern Liverpool und Kenya sowie zehn Zerstörern begleitet. Nach einigen Komplikationen, verursacht durch die Reduktion der Geschwindigkeit mehrerer der Frachter unter die geplanten 14 Knoten, passierte der Konvoi die Straße von Gibraltar am 11. Juni, wobei sich ihm ein sechstes Frachtschiff, der US-Tanker Kentucky, anschloss, der Gibraltar bereits am 2. Juni erreicht hatte und dort zusätzlich bewaffnet und mit Sprengladungen zur Selbstversenkung versehen worden war. Der Öler Brown Ranger folgte, eskortiert von zwei Korvetten, nach Einbruch der Dunkelheit, um im Mittelmeer eine Unterwegsbetankung durchzuführen.
Für den weiteren Weg nach Malta wurden die Eskortierungskräfte als Force W organisiert, die aus dem Schlachtschiff Malaya, den Trägern Argus und Eagle, den Kreuzern Charybdis, Kenya und Liverpool sowie acht Zerstörern bestand. Eine weitere Gruppe, Force X, stellte die Nahdeckung und umfasste den Flugabwehrkreuzer Cairo, neun Zerstörer, vier Minenräumer und sechs zu Minenräumern umfunktionierte Motorboote. Der schnelle Minenleger Welshman, beladen mit Versorgungsgütern, wurde dem Konvoi attachiert. Die Motorboote sollten ursprünglich für den ersten Teil der Reise von den Frachtern geschleppt werden, um Kraftstoff zu sparen, was man jedoch wegen untauglicher Ausrüstung und wegen der Schwierigkeiten, die geplante Geschwindigkeit von 13 Knoten einzuhalten, bald wieder verwarf. Die Naheskorte wurde von der Brown Ranger am 13. Juni betankt. Jene hielt dann ihre Position, um auf dem Rückweg das Manöver zu wiederholen, was nicht ungefährlich war, jedoch glimpflich abging.
Am Vormittag des 14. Juni setzten italienische Luftangriffe von Bombern und Torpedoflugzeugen ein, die den Kreuzer Liverpool außer Gefecht setzten und einen Frachter versenkten. Die Liverpool wurde von einem Zerstörer zurück in Richtung Gibraltar geschleppt, der später abgelöst wurde und zum Geleitzug zurückkehrte. (Der Schleppzug mit dem Kreuzer erreichte Gibraltar am späten Nachmittag des 17. Juni.) Am Abend des 14. Juni wurde die Welshman vom Konvoi detachiert, um mit hoher Geschwindigkeit allein nach Malta vorauszufahren. Sie wurde zügig entladen und lief sofort wieder aus, um zu den Frachtern zurückzukehren und diese mit zu beschützen.
Am frühen Morgen des 15. Juni wurde von der Cairo aus die italienische Flotte gesichtet. Ein Rauchschirm wurde für den Konvoi gelegt und Torpedoangriffe auf die feindliche Schlachtlinie gefahren. Etwa zur gleichen Zeit (6:30 Uhr) setzten weitere Luftangriffe ein, die einen weiteren Frachter versenkten und die Kentucky trafen, die aber zunächst Anschluss halten konnte. Eine Stunde später wurde sie dann durch neuerliche Luftangriffe gestoppt. Die italienischen Kreuzer und Zerstörer zogen sich nach einem mehrstündigen Gefecht gegen die Naheskorte gegen 9:30 Uhr zurück. Die beschädigte Bedouin wurde von der Partridge in Schlepp genommen, ebenso wie die Kentucky von dem Minenräumer Hebe. Zur gleichen Zeit erschienen von Malta gestartete britische Beaufighter-Jagdflugzeuge und vereitelten gegen 10:40 Uhr einen Angriff durch Sturzkampfbomber. Als die Beaufighters knapp eine Stunde später durch Spitfires abgelöst wurden, fand gerade ein kombinierter Horizontal- und Sturzkampfbomberangriff statt, der einen weiteren Frachter lahmlegte. Der Kommandant der Force X entschied daraufhin, diesen und die Kentucky selbstversenken zu lassen, um es dem Konvoi zu ermöglichen, die letzten 150 Meilen bis Malta mit der höchstmöglichen Geschwindigkeit zurückzulegen.

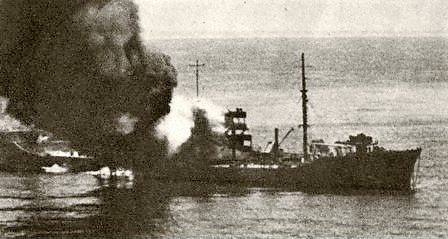
Die Kentucky in Flammen am 15. Juni

Die immer noch in Schlepp befindliche Bedouin meldete um diese Zeit, dass sie bald wieder mit einer Maschine würde laufen können, und sie und die Partridge wurden angewiesen, baldmöglichst wieder zum Konvoi aufzuschließen, der sich mit 14 Knoten langsam entfernte. Nachdem der Reparaturversuch auf der Bedouin jedoch fehlgeschlagen war, drehten die beiden Schiffe um, um Kurs auf Gibraltar zu nehmen. Als parallel die beiden immobilisierten Frachter von anderen Schiffen versenkt werden sollten, erschienen die italienischen Kreuzer erneut und konzentrierten ihr Feuer auf die Bedouin. Beide Frachter und der angeschlagene Zerstörer wurden in dem folgenden Gefecht durch Torpedos versenkt. Die Mannschaft der Bedouin wurde zum Großteil von italienischen Zerstörern aufgenommen.

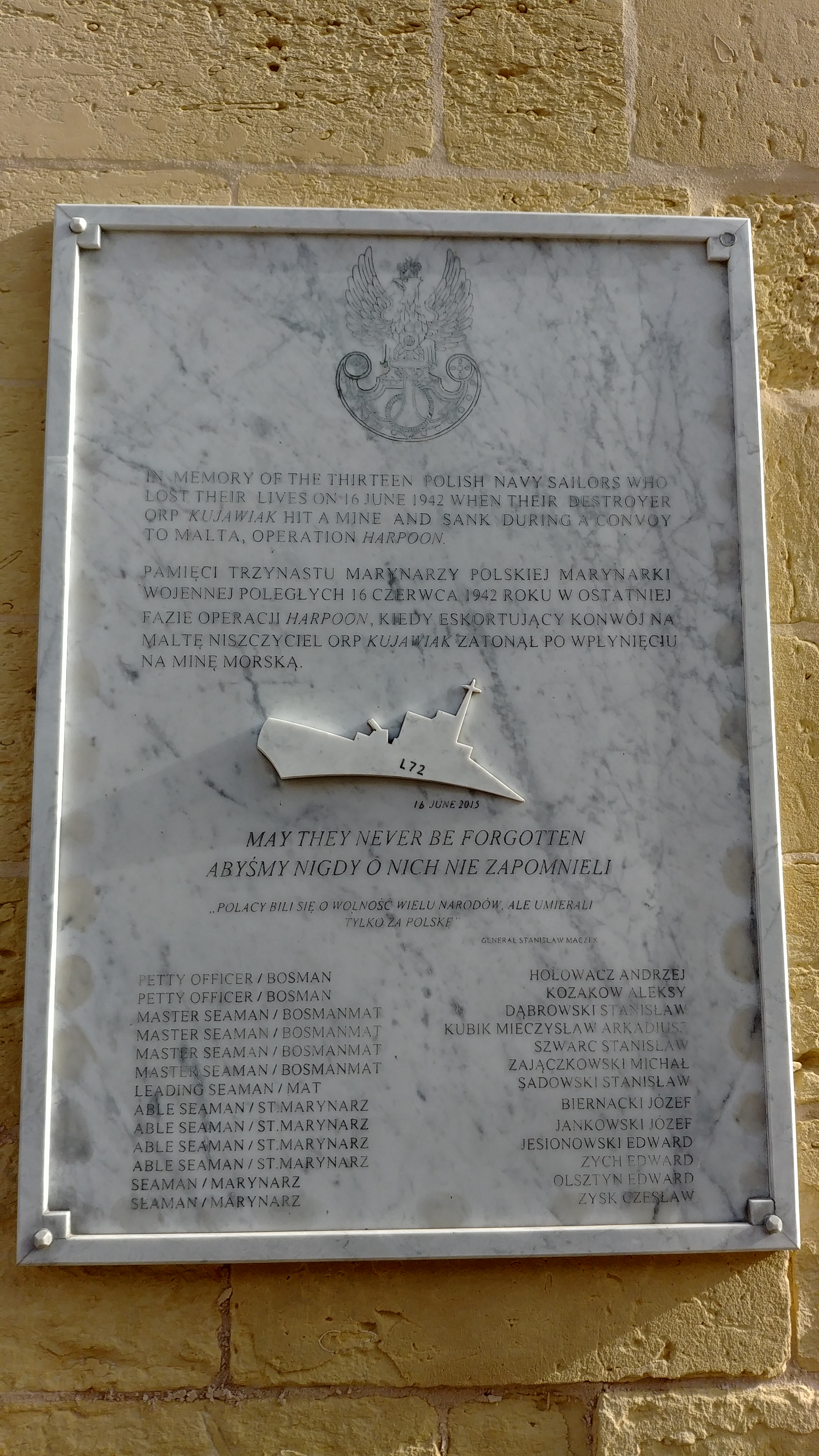
Gedenktafel für die Kujawiak in Valletta

Bei Einbruch der Dunkelheit erreichte der übrige Konvoi die Straße von Sizilien. Unglücklicherweise war es den Minenräumern wegen der Ereignisse des Tages nicht möglich gewesen, ihren ursprünglichen Plan, den Zufahrtsweg nach Malta zu entminen, zu verfolgen. Eine nächtliche Minenräumung wäre zu zeitaufwändig gewesen. Die Cairo und ihr Zerstörerschirm hätten eigentlich nicht mit in den Hafen einfahren sollen, waren aber nun durch Munitionsmangel dazu gezwungen. Somit traten alle Schiffe die Einfahrt in den Hafen an, wobei ihnen die Motorboote vorausfuhren. Ein fünfter der ursprünglich sechs Frachter wurde nur 400 Meter vor den Wellenbrechern der Hafeneinfahrt durch eine Mine getroffen. Der Schaden beschränkte sich aber auf einen Kohlenbunker und das Schiff konnte anlegen. Von den Kriegsschiffen erlitten drei Zerstörer und ein Minenräumer Minentreffer, die polnische Kujawiak sank dadurch.
Die Cairo lief am 16. Juni mit einer Eskorte von vier Schiffen wieder aus und kehrte mit der Force W nach Gibraltar zurück. Die Ladung der zwei Frachtschiffe, die Malta erreicht hatten, wurde unter höchsten Anstrengungen unter Mobilisierung alles verfügbaren Personals innerhalb von fünf Tagen entladen und sicher in Felsenbunkern gelagert, eine beachtliche Leistung. Das Unternehmen Harpoon endete so mit dem Verlust von vier Frachtern, zwei Zerstörern und der schweren Beschädigung eines Kreuzers, dreier weiterer Zerstörer und eines Minenräumers. Nach Eingang des vollständigen Berichts strengte die britische Admiralität eine Untersuchung gegen den Befehlshaber der Force W, Vice-Admiral Alban Curteis, an mit dem Vorwurf, er habe seine beiden Kreuzer nicht zur Unterstützung der Force X von Captain Cecil Campbell Hardy abgestellt, als diese unter Beschuss geriet. Curteis wurde jedoch aufgrund der Umstände entlastet.

#### Vigorous (Konvoi MW 11)
Für Operation Vigorous, den Geleitschutz von Konvoi MW 11 mit elf Frachtschiffen, wurde eine beträchtliche Eskorte zusammengezogen, die unter dem Befehl von Rear-Admiral Philip Vian stand, dem Sieger von Syrte. Er verfügte über insgesamt acht Kreuzer (davon ein Flugabwehrkreuzer), 26 Zerstörer und mehrere kleinere Schiffe (u. a. Korvetten und Minenräumer). Schlachtschiffe oder die so wichtigen Flugzeugträger standen jedoch nicht zur Verfügung, so dass sich Vian zur Luftverteidigung auf die Kanonen seiner Schiffe und auf die Hilfe landbasierter Flugzeuge verlassen musste. Von den Kreuzern und Zerstörern waren aber nur wenige für diese Aufgabe spezialisiert und durch den kurz zurückliegenden Verlust der Kyrenaika mussten die britischen Jagdflugzeuge aus Nordafrika am Rande ihres Einsatzradius operieren, und das war nur für den ersten Teil der Strecke möglich. Als Verlegenheitslösung für das Fehlen von Schlachtschiffen griff man auf eine List zurück: Das alte, jetzt entwaffnete und zur Zieldarstellung genutzte Schlachtschiff Centurion wurde dem Konvoi beigegeben, um wenigstens ein großes Kriegsschiff vorzutäuschen.
Der Konvoi wurde in drei Gruppen zusammengestellt: MW 11A mit fünf Frachtern lief von Haifa aus, MW 11B mit zwei Tankern von Alexandria und MW 11C mit vier Frachtern von Port Said. Letzterer sollte beginnend am 11. Juni den beiden anderen Gruppen vorausfahren, um eine Versorgungsfahrt für die Garnison von Tobruk vorzutäuschen und die italienische Flotte aus den Häfen zu locken. Dieser Plan ging nicht auf und die Schiffe, eskortiert von der Coventry und acht Zerstörern gerieten am Abend des 12. Juni in einen Luftangriff von Teilen der I. Gruppe des Kampfgeschwaders 54 mit Junkers Ju 88A-4, worauf der beschädigte Frachter City of Calcutta (8063 BRT) nach Tobruk entlassen werden musste. Der Rest von MW 11C vereinigte sich am 13. Juni mit den beiden anderen Gruppen. Eines der Frachtschiffe, das das Tempo nicht halten konnte, wurde angewiesen, nach Alexandria umzukehren. Schwere See am 14. Juni führte unter anderem zum Kentern eines Motortorpedobootes und zur Entlassung eines weiteren Frachters nach Tobruk, der später von Stukas vor der Hafeneinfahrt versenkt wurde. Luftangriffe am Nachmittag dieses Tages versenkten einen weiteren Frachter.
Der Geleitführer Vian hatte verlässliche Nachrichten, dass er am nächsten Morgen starken Kräften der Regia Marina gegenüberstehen würde, und wusste, dass er bei einer 14-stündigen Helligkeit keine Chancen hatte, seinen Coup von Syrte zu wiederholen oder auch nur standzuhalten. Er entschied sich deshalb nach Mitternacht am 15. Juni zur Umkehr. In der Tat hatten die Italiener zwei ihrer neuesten Schlachtschiffe, die Littorio und die Vittorio Veneto, nebst Begleitschiffen von Tarent aus entsandt. Bei einem Schnellbootangriff vor Tagesanbruch ging der Zerstörer Hasty verloren und die Newcastle wurde torpediert. Britische Gegenangriffe mit Flugzeugen hatten immerhin den Erfolg, den Kreuzer Trento außer Gefecht zu setzen, der später sank. Die an Vian zeitweilig gemeldeten schweren Bombentreffer auf den beiden Schlachtschiffen bewahrheiteten sich jedoch nicht und nach mehreren Kurswechseln am Vor- und Nachmittag entschied man trotz verlässlicher Nachrichten, dass die italienische Flotte auf dem Rückmarsch war, bei noch sechs im Konvoi verbleibenden Frachtschiffen und schwindenden Munitionsvorräten das Risiko einer Fortsetzung der Operation nicht in Kauf zu nehmen.
Auf dem Rückmarsch ging, nach dem Verlust der Airedale, noch der Kreuzer Hermione durch U 205 verloren und die beschädigte Nestor musste aufgegeben werden, bevor am Nachmittag des 16. Juni Alexandria erreicht wurde. Dieser klare Misserfolg bedeutete das Ende von Geleitzugoperationen aus dem östlichen Mittelmeer bis zum Sieg über Rommel in Ägypten in der Zweiten Schlacht von El Alamein.

### Operation Pedestal
Die sich verschärfende Versorgungslage auf Malta machte die umgehende Planung einer weiteren großen Konvoioperation notwendig, diesmal ausschließlich von Westen. Der von der Invasion Madagaskars zurückgekehrte Vice-Admiral Edward Neville Syfret wurde mit dieser Aufgabe betraut. Pedestal war im Prinzip eine Wiederholung von Harpoon mit mehr Versorgungsschiffen und vergrößerter Eskorte und einem östlichen Gegenstück, das nur als Ablenkung diente. Bis die Operation im August beginnen konnte, wurde die militärische Versorgung der Insel durch U-Boote und schnelle Überwasserkriegsschiffe aufrechterhalten. Die Home Fleet wurde zugunsten von Pedestal erheblich ausgedünnt, was durch die vorläufige Einstellung der Nordmeergeleitzüge nach dem Desaster von PQ 17 im Juli erleichtert wurde.
Admiral Syfret erhielt für die Operation Zugriff auf drei Flugzeugträger (Victorious, Indomitable und Eagle) sowie die Schlachtschiffe Nelson und Rodney, sieben Kreuzer (davon einer flugabwehrgeeignet) und zwei Dutzend Zerstörer. Davon sollten die Kreuzer Nigeria, Kenya und Manchester, der Flugabwehrkreuzer Cairo und die Hälfte der Zerstörer die Naheskorte (unter Konteradmiral Harold Burrough) stellen. Zwei Flottenöler sollten die Unterwegsbetankung sicherstellen. Die Furious mit Geleit von acht Zerstörern sollte parallel einen Club Run durchführen. Acht U-Boote waren für Aufklärungs- und Abschirmungsaufgaben vorgesehen und die Aufgabe der Minenräumung auf dem letzten Teilstück würde den noch in Malta liegenden Einheiten des letzten Konvois zufallen.
WS 21S, bestehend aus 14 Frachtern (davon zwei amerikanisch) und dem Tanker Ohio, wurde am 3. August vor der Mündung des Clyde zusammengestellt und von Syfrets Eskorte in Geleit genommen. Der Konvoi passierte die Straße von Gibraltar am frühen Morgen des 10. August in dichtem Nebel. Am selben Tag lief der östliche Ablenkungskonvoi von Port Said ab, eskortiert von Admiral Vians Kreuzern und Zerstörern. Dieser kehrte schon am nächsten Tag wieder um und Vians Kriegsschiffe unternahmen am 13. eine weitere Ablenkung mit der Bombardierung von Rhodos.
Der Pedestal-Konvoi wurde am Nachmittag des 10. August vom Feind entdeckt und dann mehr oder weniger kontinuierlich beschattet. Um 13:15 Uhr am 11. August erhielt die Eagle einen Torpedotreffer von U 73 und sank in wenigen Minuten. Luftangriffe begannen am Abend des 11. August und steigerten sich am Folgetag, was zum Verlust eines Frachters führte. Generell gesehen war aber die Flugabwehr der Briten in diesen Tagen sehr effektiv. Am Nachmittag des 12. wurde die Stelle passiert, wo sich die höchste Konzentration feindlicher U-Boote aufhielt; dabei ging nur der Zerstörer Foresight durch Torpedo verloren. Indomitable erhielt drei schwere Bombentreffer auf dem gepanzerten Flugdeck und konnte keine Flugzeuge mehr landen lassen. Gegen 19 Uhr am 12. drehte Admiral Syfret mit der Hauptflotte nach Westen ab und Admiral Burrough übernahm die Führung. Wenig später wurden Burroughs Flaggschiff Nigeria und die Cairo vom italienischen U-Boot Axum torpediert, erstere musste nach Gibraltar umkehren (nachdem Burrough auf die Ashanti umgestiegen war) und letztere aufgegeben werden. Auch die Ohio wurde getroffen, verblieb aber beim Konvoi. Am späteren Abend gingen zwei Frachter durch Luftangriffe verloren und auch die Kenya erhielt einen Torpedotreffer (vom italienischen U-Boot Alagi).

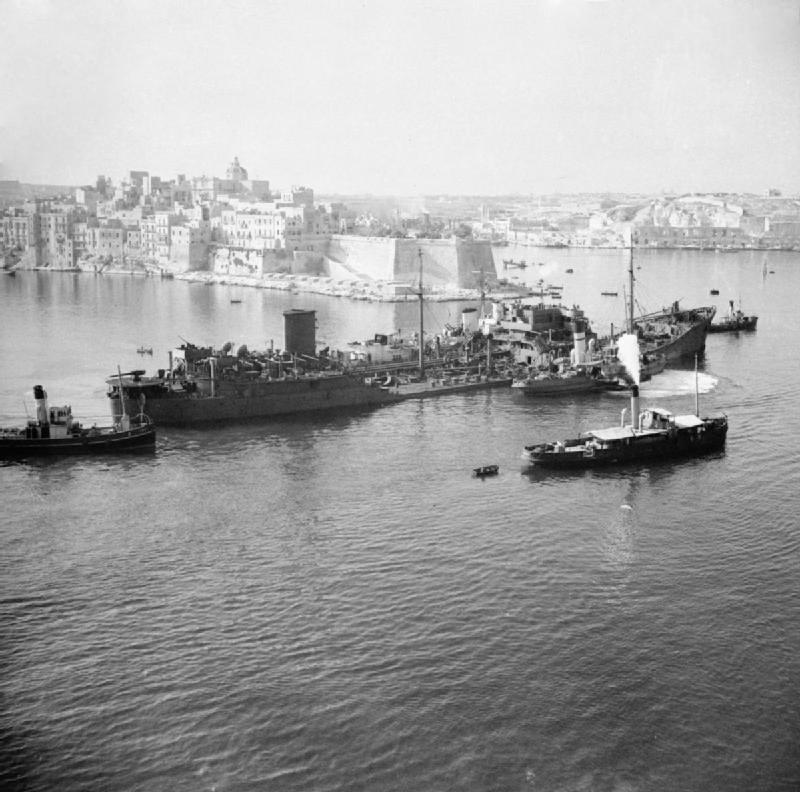
Die Ohio wird im Hafen entladen

Am frühen Morgen des 13. August kamen Schnellboote zum Zug und torpedierten auch noch die Manchester, die gegen 5 Uhr aufgegeben werden musste, sowie fünf Frachter (von denen vier sanken). Diese schweren Verluste waren auch durch eine zeitweilige Auflösung der Ordnung des Konvois bedingt. Kurz nach Sonnenaufgang griffen wieder deutsche Flugzeuge an und versenkten einen weiteren Frachter. Weitere Treffer folgten und als der Konvoi gegen 14:30 Uhr in den Hafen von Valletta einfuhr, waren nur noch drei Frachter im Geleit. Von den Nachzüglern schafften es schließlich auch die schwer beschädigte Ohio (deren Kapitän mit dem Georgs-Kreuz ausgezeichnet wurde) und ein Frachter die Sicherheit des Hafens.
Mit lediglich fünf angekommenen von ursprünglich 15 gestarteten Frachtern und schweren Kriegsschiffverlusten kann diese Operation nur als Teilerfolg bewertet werden, auch wenn die Verteidigungsfähigkeit von Malta durch die gelandeten Versorgungsgüter wieder anzusteigen begann. Die über 30.000 Tonnen Nachschub und 15.000 Tonnen Öl der Ohio erlaubten es der Inselverteidigung, bis November auszuhalten.

### Operation Stoneage (Konvoi MW 13)
Unter dem Schutz der Operation Torch (Landungen in Nordwestafrika ab dem 8. November) lief der schnelle Minenleger Welshman im November Malta von Westen aus an, während das Schwesterschiff Manxman mit sechs geleitenden Zerstörern am 11. November in Alexandria mit dem gleichen Ziel ablegte. Beide Schiffe erreichten Malta, anders als zwei Handelsschiffe unter falscher Flagge, die kurz zuvor in Bizerta von den Vichy-Behörden interniert worden waren. Am 13. November fiel Tobruk in britische Hand. Durch die Erfolge der Alliierten in der Kyrenaika wurden größere Konvois aus dem östlichen Mittelmeer nun wieder zu einer Option.
Operation Stoneage umfasste vier Frachtschiffe, die am 16. November in Suez ablegten und mit einer Eskorte aus Euryalus und sieben Zerstörern nach Alexandria liefen, wo die Zerstörer durch Hunt-Klasse-Zerstörer der 5th Destroyer Flotilla abgelöst wurden. Ab dem Morgen des 18. November bildeten die 15th Cruiser Squadron unter Arthur Power mit den Kreuzern Arethusa, Cleopatra, Dido und Orion und sieben Zerstörer die Fernsicherung. An diesem Tag begannen Luftangriffe, wobei die Arethusa torpediert wurde. Sie wurde nach Alexandria zurückgeschleppt, wo sie am 21. eintraf. 155 Mann der Besatzung kamen bei den Aktionen ums Leben.
Trotz der Angriffe und der schweren See erreichte der restliche Konvoi Malta in den frühen Morgenstunden des 20. November, wobei Euryalus und zehn Zerstörer mit bis in den Hafen liefen. Die Frachtschiffe wurden in kurzer Zeit bis zum 25. November entladen. Dieser erfolgreiche Konvoi und die gleichzeitigen Erfolge gegen die Achsenmächte in Nordafrika beendeten die Zeit der schlimmsten Bedrohung Maltas endgültig. Die Force K wurde neu aufgestellt und wieder auf der Insel stationiert, ebenso wie eine Marinefliegerstaffel mit Fairey Albacore und eine MTB-Flottille. Damit wurde Malta wieder zu einer Offensivbasis gegen den Schiffsverkehr der Achsenmächte im Mittelmeer.

### Operation Portcullis (Konvoi MW 14)
Mit der Einnahme von Bengasi (20. November) wurde die Versorgung der vorrückenden 8. Armee wesentlich erleichtert, und bei den folgenden Konvois von Alexandria in den libyschen Hafen fuhren auch Schiffe mit, die für Malta bestimmt waren.
Der erste dieser Konvois, MW 14, umfasste vier Frachter und einen Tanker für Malta, die am 1. und 2. Dezember in Port Said bzw. Bengasi ablegten. Die Eskorte bestand im Falle der vier Frachter ursprünglich aus fünf Zerstörern, zu denen sich am Folgetag noch der Kreuzer Orion und sechs weitere Zerstörer gesellten. Der Tanker aus Bengasi schloss sich am Nachmittag des 3. Dezember MW 14 an. Am selben Tag fuhr auch der mit Nachschub beladene Minenleger Welshman im Konvoi mit, der am Abend mit seiner höheren Geschwindigkeit allein nach Malta weiterfuhr. Unterwegs erhielt der Konvoi zusätzliche Sicherung von den Kreuzern Cleopatra, Dido und Euryalus sowie drei Zerstörern. Er erreichte sein Ziel am 5. Dezember ohne Verluste.
Diese erfolgreiche Operation wurde zum Muster für eine größere Zahl an Nachfolgeoperationen, die bis zur Wiederöffnung des Mittelmeers im Sommer 1943 fortgeführt wurden und bei denen Konvois nach Tripolis oder anderen libyschen Häfen zur Versorgung Maltas mitbenutzt wurden.

### Operation Quadrangle (Konvois MW 15 bis MW 18)
In der aus vier Teilkonvois bestehenden Operation Quadrangle (A–D) liefen jeweils einige Schiffe bei den üblichen westwärts laufenden Konvois mit und wurden südlich Maltas von Schiffen der Force K in Empfang genommen und das letzte Stück des Weges eskortiert. Verluste traten nicht auf. MW 15 legte am 6. Dezember in Port Said ab und traf die Force K am 10. Dezember. Die beiden Frachter liefen am Abend desselben Tages im Hafen ein. MW 16 mit drei Frachtern traf die Force K am 13. Dezember und lief frühmorgens am Folgetag in den Grand Harbour ein. MW 17 legte am 12. Dezember in Port Said ab, wurde aber für mehrere Tage in Alexandria aufgehalten. Er kam am 21. Dezember auf Malta an.
Während MW 17 noch unterwegs war, notierte Admiral Harwood in seinem Kriegstagebuch, dass sich die Versorgungslage für Malta nunmehr entscheidend verbessert habe. Die östliche Versorgungsroute war nun so sicher, dass in Gibraltar schon wartende, für Malta bestimmte Schiffe für andere Zwecke umdirigiert werden konnten.
Der letzte Konvoi der Serie, MW 18, lief am 28. Dezember in Alexandria aus und wurde wegen Berichten von feindlichen Flottenbewegungen am 30. nach Bengasi beordert. Am selben Abend lief er dort wieder ab und erreichte Malta am Folgetag.

### Von Malta ablaufende Konvois im Dezember 1942
Da die Hafenanlagen von Malta aufgrund der jahrelangen Bombardements und durch das Vorhandensein vieler Schiffswracks in keinem guten Zustand waren, genoss die rasche Entladung und Rückführung der angekommenen Schiffe höchste Priorität. Am 7. Dezember wurden neun entladene Schiffe aus den Operationen Pedestal und Stoneage zum Konvoi ME 11 zusammengestellt. Der Konvoi mit Eskorte aus Orion und elf Zerstörern traf mit dem entgegenkommenden Konvoi MW 16 zusammen und ein Teil dieser Schiffe führte die für Malta bestimmten Frachter dieses Konvois zurück. ME 11 traf am Morgen des 11. Dezember in Alexandria ein.
ME 12, bestehend aus vier Frachtern, begann seine Reise am 17. Dezember und traf unterwegs mit MW 17 zusammen. Der Konvoi erreichte Port Said am Abend des 20. Dezember.
ME 14 mit vier Frachtern legte am 28. Dezember ab, eskortiert von Euryalus und vier Zerstörern. Am 30. Dezember geriet er unter Torpedoangriff eines U-Boots, was aber ohne Folgen verlief. Der Konvoi erreichte Port Said am 1. Januar 1943.

## Verluste und Folgen
Alles in allem fanden in der Zeit von Juni 1940 bis Dezember 1942 über 30 größere Konvoioperationen mit Ausgangspunkt oder Ziel Malta statt. Dabei gingen von 110 Schiffsladungen die auf den Weg gebracht wurden, rund 30 verloren (davon drei im Hafen und 2 durch Internierung). Rund 200 Angehörige der Handelsmarine kamen dabei ums Leben. Noch bedenklicher waren die Verluste an Kriegsschiffen: verloren gingen ein Schlachtschiff, zwei Flugzeugträger, vier Kreuzer, ein schneller Minenleger, 20 Zerstörer und Minenschiffe und 40 U-Boote mit Menschenverlusten von etwa 2200 Seeleuten. Viele weitere Schiffe wurden beschädigt.
Nach der Durchbrechung der „großen Belagerung“ wurde Malta eine wichtige Basis bei den Folgeoperationen gegen Italien. Unter anderem war hier ab Ende 1943 das Hauptquartier der Mediterranean Allied Air Forces stationiert, zuvor das britische Air Headquarters Malta.

## Filme
- Convoy To Malta, Dokumentarfilm, 1951.